# Evgenij Minčenko
Evgenij Michajlovič Minčenko (in russo Евгений Михайлович Минченко?; Luhans'k, 13 dicembre 1994) è un cestista ucraino con cittadinanza russa.